# Moerassterns
De moerassterns (Chlidonias) vormen een geslacht van vogels uit de familie van de meeuwen (Laridae). Het geslacht telt vier soorten. De soorten binnen het geslacht zijn sterk gebonden aan zoetwatermoerassen. Traditioneel werden drie soorten beschouwd als moerassterns, maar onderzoek gepubliceerd in 2005 heeft uitgewezen dat in elk geval ook de Nieuw-Zeelandse stern bij het geslacht moet worden ingedeeld.

## Soorten
- Chlidonias albostriatus – Nieuw-Zeelandse stern
- Chlidonias hybrida – Witwangstern
- Chlidonias leucopterus – Witvleugelstern
- Chlidonias niger – Zwarte stern